# Shiloh (hardware)
Shiloh è il nome in codice della scheda di rete wireless che equipaggia la quinta generazione della piattaforma Intel Centrino e in particolare le nuove Centrino 2 e Centrino 2 vPro, evoluzioni rispettivamente, delle piattaforme Centrino Duo e Centrino Pro, conosciuta con il nome di Montevina; gli altri componenti chiave di tale piattaforma sono il processore Penryn e il chipset Cantiga.
In realtà Shiloh è disponibile in 2 varianti, compatibili con diversi standard wireless; di seguito i nomi e le caratteristiche di questi 2 modelli:
- Shirley Peak - viene commercializzato con il nome di WiFi Link 5100/5300 e offre supporto allo standard Wi-Fi 802.11 a/b/g/n e, grazie ad un modulo aggiuntivo conosciuto come "Dana Point" anche a WiMax 802.16.
- Echo Peak  - viene commercializzato con il nome di WiFi/WiMAX Link 5150/5350 ed è un modulo combinato in grado di offrire contemporaneamente sia supporto allo standard Wi-Fi 802.11 a/b/g/n sia WiMax 802.16.

Le differenze tra le versioni 51xx e 53xx dei precedenti modelli, risiedono nelle prestazioni nell'ambito del protocollo Wi-Fi 802.11n. Secondo Intel i moduli della serie 51xx consentono la ricezione di file ad una velocità di circa 300 Mbit/s, mentre quelli della serie 53xx arrivano addirittura a 450 Mbit/s. Tutto questo si unisce ad una copertura raddoppiata dell'ambiente circostante e ad una efficienza energetica migliore in una misura compresa tra il 25% e il 40%, rispetto al predecessore.